# 사제

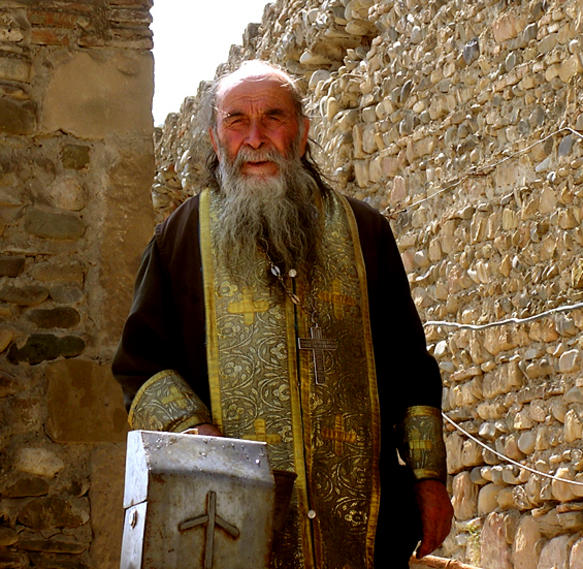

사제(司祭, 영어: priest) 또는 제사장(祭司長)은 종교의 신성한 의식을 수행할 권한이 있는 종교 지도자, 특히 인간과 하나 이상의 신 사이의 중개자로서의 역할을 담당한다. 또한 종교 의식, 특히 신에게 제사를 지내고 신을 찬양하는 의식을 집행할 수 있는 권한이나 권력을 가지고 있다. 이러한 직책 또는 직위를 '사제직'이라고 하며, 이 용어는 이러한 사람들을 통틀어 일컫기도 한다.
선사시대 원시 인도유럽 사회의 삼기능 가설에 따르면, 사제는 초기부터 가장 단순한 사회에서 존재했으며, 이는 농업 잉여와 그에 따른 사회 계층화의 결과일 가능성이 높다. 경전을 읽고 사원이나 교회 기록을 보관해야 하는 필요성은 많은 초기 사회에서 문해력을 키우는 데 도움이 되었다. 오늘날 사제는 유대교, 기독교, 불교, 신토, 힌두교의 전체 또는 일부 분파 등 많은 종교에 존재한다. 이들은 일반적으로 자신이 신봉하는 종교의 신 또는 신과 특권적으로 접촉하여 사건의 의미를 해석하고 종교의 의식을 수행하는 것으로 간주된다. 사제의 직무에 대한 종교 간의 공통된 정의는 없지만 일반적으로 사제의 직무에는 회중, 예배자 및 기타 종교 단체의 구성원들과 신 또는 신들 사이의 관계를 중재하고 종교 의식 및 의식을 집행하는 것이 포함된다. 여기에는 결혼식, 출산 후, 봉헌식에서 기쁨의 기도로 예배자를 축복하고, 정기 예배에서 신앙의 지혜와 교리를 가르치며, 장례식에서 슬픔과 죽음에 대한 경험을 중재하고 완화하는 등 사후 세계라는 개념이 존재하는 종교에서 사후 세계와의 영적 연결을 유지하는 일이 포함된다. 종교 도서관이나 경전 모음을 포함한 종교 건물 부지 관리, 사무 및 서류 관리도 일반적으로 책임이 있으며, 예를 들어 세속 사무실에서 성직자의 직무를 뜻하는 현대 용어는 원래 성직자의 직무를 가리킨다. 어떤 종교에 '사제'가 있는지에 대한 질문은 지도자의 직함을 영어로 어떻게 사용하거나 번역하느냐에 따라 달라진다. 어떤 경우에는 지도자는 다른 신자들이 영적인 문제에 대해 조언을 구하는 사람이라기보다는 "신성한 의식을 수행할 권한이 있는 사람"에 가깝다. 예를 들어, 로마 가톨릭교회와 동방 정교회의 성직자는 루터교회와 성공회의 특정 시노드와 마찬가지로 사제이지만, 감리교와 침례교 등 개신교의 다른 분파에서는 목사가 성직자 역할을 맡는다. 사제 및 성직자라는 용어는 충분히 일반적이어서 인류학적인 의미에서 알려지지 않았거나 불특정 종교의 종교적 중개자를 설명하는 데 사용될 수 있다.
많은 종교에서 사제는 다른 직업을 배제하고 전임으로 일하는 직책이다. 많은 기독교 사제와 목사는 교회에 헌신하고 교회에서 직접 생활비를 받기로 선택하거나 의무화되어 있다. 다른 경우에는 파트타임으로 일하기도 한다. 예를 들어, 아이슬란드 초기 역사에서 족장들은 '사제'를 뜻하는 단어인 고디라는 칭호를 받았다. 그러나 그라프른켈 프레이스고디의 이야기에서 볼 수 있듯이 사제는 북유럽의 신과 여신에게 주기적으로 제사를 드리는 역할이었을 뿐, 풀타임으로 일하는 직업이 아니었고 안수를 받는 것도 포함하지 않았다.
일부 종교에서는 사제나 여사제가 되는 것이 인간의 선택에 의해 이루어지기도 한다. 유대교에서는 사제직이 가족 대대로 세습된다. 신권주의에서는 한 사회가 사제직에 의해 통치된다.

## 기독교의 사제
기독교 공교회주의 교파인 가톨릭교회, 성공회, 정교회, 루터교회에서도 사제직이 존재하는데, 주기적으로 고해성사를 듣고, 결혼 상담을 하고, 혼전 상담을 제공하고, 영적 지도를 하고, 교리를 가르치고, 병원이나 요양원 등 실내에 갇힌 사람들을 방문해야 할 의무가 있을 수 있다.
개신교 공교회주의인 서방교회 교단들이 이 용어를 여전히 사용한다.
성공회와 루터교회는 고교회 성향이 강한 지역(대한성공회)에서는 '신부나 사제'의 명칭을 쓰지만, 저교회의 전통이 강한 지역에서는 사제의 개념이 있는 '목사'의 호칭을 쓰는 경우도 있다.
가령 북유럽 루터교회가 '부제, 사제, 주교'의 삼성직을 고수하며 '신부'라는 명칭을 쓰는 것과는 달리, 현재 한국의 루터교회는 미국 미주리 시노드(저교회 전통)의 선교적 영향으로 부제에 해당하는 준목이란 제도가 있으며, 사제란 호칭은 희미하게 남아 있지만, 주류 개신교와 같이 '목사'란 명칭을 쓰게 된 경우가 이에 해당된다.
또한 현재 성공회와 구 가톨릭교회, 북유럽 루터교 그리고 일부 예전적인 감리교회에서는 이 용어를 사용하기도 한다. 성공회도 고교회파가 강한 대한민국에서는 신부이지만, 일본에서는 목사로 칭한다.

### 기원
사제는 하느님에게 동물이나 식물로 제사를 드리는 유대교 제사장에서 그 유래를 찾을 수 있다. 하지만 기독교의 사제는 신약성서에 나오는 원로에서 그 근거를 찾을 수 있는데, 그 실례로 사제의 어원은 원로 또는 장로를 뜻하는 그리스어 Presbyterious이다.

### 역할
그리스도인을 돌보는 목자의 역할이 가장 중요하며 기능적으로는 다음과 같은 역할을 하나, 종파간에 다소 차이가 있다.
- 성공회 감사성찬례(eucharist,holy eucharist), 정교회 성찬예배(divine liturgy), 천주교회 미사(missa)등의 예배를 집전할 수 있다.
- 세례성사 등의 성사(聖事)를 집전할 수 있다. 단 천주교회와 성공회에서 견진성사는 주교가 집전하도록 되어 있다.
- 성찬예배(정교회), 감사성찬례(성공회), 미사전례(로마 가톨릭교회)때 복음서를 읽고, 설교할 수 있다. 사제가 읽는 복음서 말씀의 장절은 성서정과 또는 전례독서(성공회에서는 성서정과에서 전례독서로 이름을 바꿈)에 근거하며, 교회력 절기에 따라 달라질 수 있다. 예를 들어, 대림절에는 예수가 세상에 다시 올 것을 선언하며, 이에 준비할 것을 권하는 복음서 말씀을, 사순절에는 루가 복음서의 탕자비유처럼 회개를 강조하는 복음서 말씀을 읽게 된다.
- 성찬의 전례 즉, 성만찬(Holy communion)을 집전할 수 있다.
- 천주교회와 성공회와 정교회에서 고해성사 시 죄의 용서를 선언할 수 있다.(마태오 복음서 18:18)

## 같이 보기
- 수석사제
- 브라만
- 고디
- 수도사제
- 성직자주의